# Na Dworskiem (Tarczek)
Na Dworskiem – część wsi Tarczek w Polsce, położona w województwie świętokrzyskim, w powiecie starachowickim, w gminie Pawłów, przy drodze wojewódzkiej nr 752 w kierunku na Bodzentyn, od Tarczka ok. 1,5 km.
W latach 1975–1998 Na Dworskiem administracyjnie należało do województwa kieleckiego.